# Gorana Maričić
Gorana Maričić (Subotica, 8 agosto 1984) è una pallavolista serba.
Gioca nel ruolo di opposto.